# Општина Станешти (Горж)
Станешти (рум. Stăneşti) општина је у Румунији у округу Горж.
Oпштина се налази на надморској висини од 323 m.